# Giro di Romandia 1961
Il Giro di Romandia 1961, quindicesima edizione della corsa, si svolse dall'11 al 14 maggio su un percorso di 771 km ripartiti in 4 tappe (la prima e la seconda suddivise in due semitappe), con partenza a Ginevra e arrivo a Losanna. Fu vinto dal francese Louis Rostollan della Helyett-Fynsec-Hutchinson davanti agli italiani Giuseppe Fezzardi e Imerio Massignan.

## Tappe
| Tappa  | Data      | Percorso                             | km  | Vincitore di tappa | Leader cl. generale |
| ------ | --------- | ------------------------------------ | --- | ------------------ | ------------------- |
| 1ª-1ª  | 11 maggio | Ginevra > Saxon                      | 139 | Fredy Rüegg        |                     |
| 1ª-2ª  | 11 maggio | Saxon > Vermala                      | 42  | Édouard Delberghe  |                     |
| 2ª-1ª  | 12 maggio | Montana > Bulle                      | 147 | Édouard Delberghe  |                     |
| 2ª-2ª  | 12 maggio | Bulle > Friburgo (cron. individuale) | 27  | Jacques Anquetil   |                     |
| 3ª     | 13 maggio | Friburgo > La Chaux-de-Fonds         | 206 | Louis Rostollan    |                     |
| 4ª     | 14 maggio | La Chaux-de-Fonds > Losanna          | 210 | Erwin Lutz         | Louis Rostollan     |
| Totale | Totale    | Totale                               | 771 |                    |                     |

## Dettagli delle tappe

### 1ª tappa - 1ª semitappa
- 11 maggio: Ginevra > Saxon – 139 km

| Pos. | Corridore       | Squadra | Tempo |
| ---- | --------------- | ------- | ----- |
| 1    | Fredy Rüegg     | Liberia |       |
| 2    | Rolf Maurer     | Margnat |       |
| 3    | Hans Junkermann | Gazzola |       |

| Pos. | Corridore | Squadra | Tempo |
| ---- | --------- | ------- | ----- |

### 1ª tappa - 2ª semitappa
- 11 maggio: Saxon > Vermala – 42 km

| Pos. | Corridore         | Squadra | Tempo |
| ---- | ----------------- | ------- | ----- |
| 1    | Édouard Delberghe | Helyett |       |
| 2    | Jacques Anquetil  | Helyett |       |
| 3    | Imerio Massignan  | Legnano |       |

| Pos. | Corridore | Squadra | Tempo |
| ---- | --------- | ------- | ----- |

### 2ª tappa - 1ª semitappa
- 12 maggio: Montana > Bulle – 147 km

| Pos. | Corridore           | Squadra | Tempo |
| ---- | ------------------- | ------- | ----- |
| 1    | Édouard Delberghe   | Helyett |       |
| 2    | Graziano Battistini | Legnano |       |
| 3    | Imerio Massignan    | Legnano |       |

| Pos. | Corridore | Squadra | Tempo |
| ---- | --------- | ------- | ----- |

### 2ª tappa - 2ª semitappa
- 12 maggio: Bulle > Friburgo (cron. individuale) – 27 km

| Pos. | Corridore        | Squadra | Tempo |
| ---- | ---------------- | ------- | ----- |
| 1    | Jacques Anquetil | Helyett |       |
| 2    | Fredy Rüegg      | Liberia |       |
| 3    | Rolf Graf        | Philco  |       |

| Pos. | Corridore | Squadra | Tempo |
| ---- | --------- | ------- | ----- |

### 3ª tappa
- 13 maggio: Friburgo > La Chaux-de-Fonds – 206 km

| Pos. | Corridore       | Squadra | Tempo |
| ---- | --------------- | ------- | ----- |
| 1    | Louis Rostollan | Helyett |       |
| 2    | René Binggeli   | Helyett |       |
| 3    | Wilfried Thaler | Gazzola |       |

| Pos. | Corridore | Squadra | Tempo |
| ---- | --------- | ------- | ----- |

### 4ª tappa
- 14 maggio: La Chaux-de-Fonds > Losanna – 210 km

| Pos. | Corridore      | Squadra       | Tempo |
| ---- | -------------- | ------------- | ----- |
| 1    | Erwin Lutz     | Margnat       |       |
| 2    | Giovanni Metra | Vov           |       |
| 3    | Raymond Bley   | Alcyon-Leroux |       |

| Pos. | Corridore         | Squadra              | Tempo     |
| ---- | ----------------- | -------------------- | --------- |
| 1    | Louis Rostollan   | Helyett              | 20h41'56" |
| 2    | Giuseppe Fezzardi | San Pellegrino Sport | a 1'31"   |
| 3    | Imerio Massignan  | Legnano              | a 2'28"   |

## Classifiche finali

### Classifica generale
| Pos. | Corridore           | Squadra                   | Tempo     |
| ---- | ------------------- | ------------------------- | --------- |
| 1    | Louis Rostollan     | Helyett-Fynsec-Hutchinson | 20h41'56" |
| 2    | Giuseppe Fezzardi   | San Pellegrino Sport      | a 1'31"   |
| 3    | Imerio Massignan    | Legnano                   | a 2'28"   |
| 4    | Charly Gaul         | Gazzola-Fiorelli          | a 3'12"   |
| 5    | Wilfried Thaler     | Gazzola-Fiorelli          | a 5'12"   |
| 6    | Fredy Rüegg         | Liberia-Grammont-Wolber   | a 6'17"   |
| 7    | Hans Junkermann     | Gazzola-Fiorelli          | a 6'29"   |
| 8    | Stéphane Lach       | Peugeot-BP-Dunlop         | a 8'26"   |
| 9    | Graziano Battistini | Legnano                   | a 9'26"   |
| 10   | Jacques Anquetil    | Helyett-Fynsec-Hutchinson | a 9'42"   |